# چارلز اس. دنین
چارلز اس. دنین (به انگلیسی: Charles S. Deneen) سناتور سابق عضو حزب جمهوری‌خواه ایالات متحده آمریکا بود. وی در سال ۱۹۲۵ تا ۱۹۳۱ میلادی سناتور ایالت ایلی‌نوی در سنای ایالات متحده آمریکا بود.